# 1633 w polityce

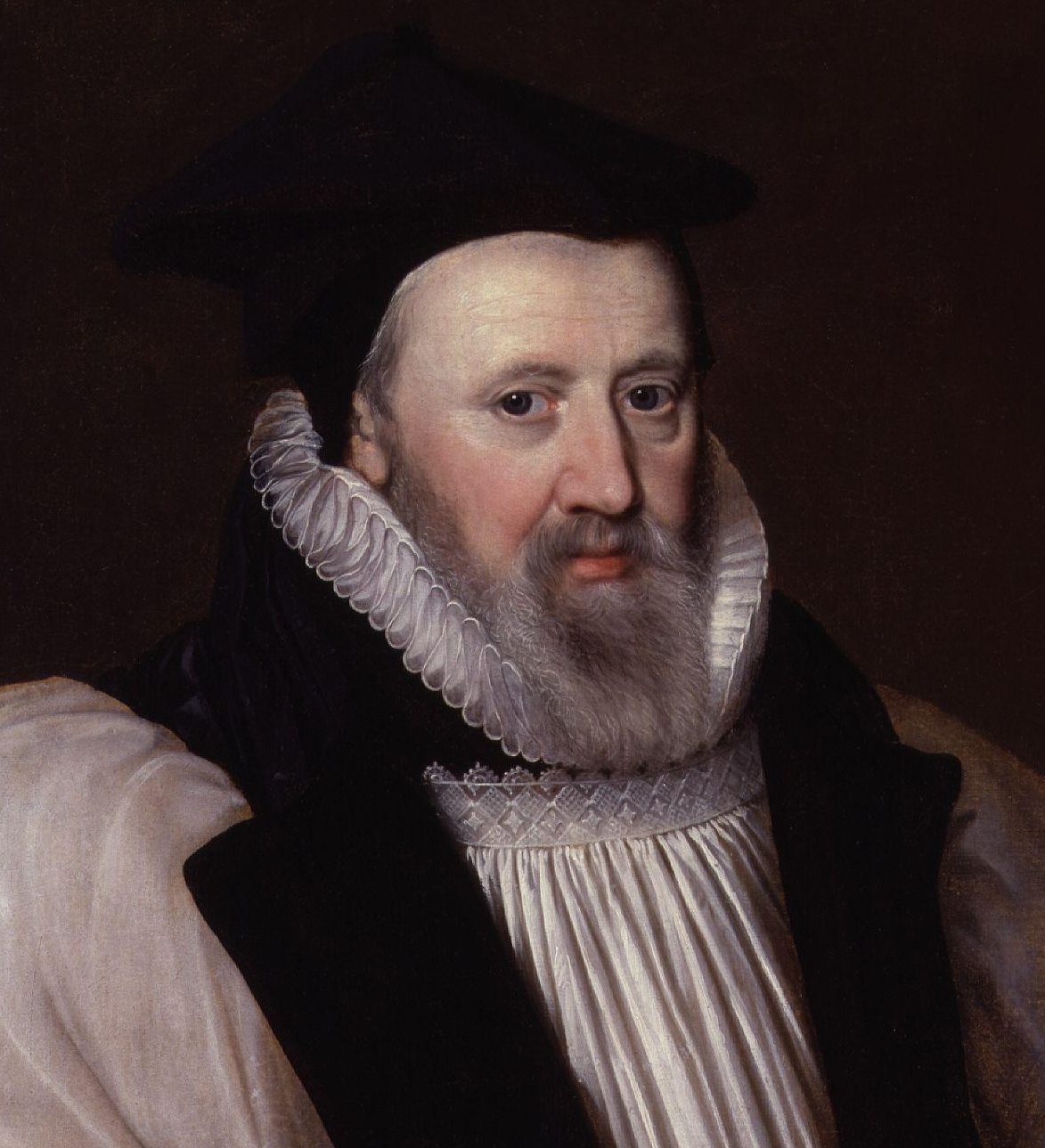
George Abbot

Wydarzenia polityczne w 1633 roku.

## Zmarli
- George Abbot, biskup anglikański, prymas Anglii[1].